# 河童 (小説)
『河童』（かっぱ）は、芥川龍之介が1927年（昭和2年）に総合雑誌『改造』誌上に発表した小説である。
当時の日本社会、あるいは人間社会を痛烈に風刺、批判した小説であり、同じ年の芥川の自殺の動機を考える上でも重要な作品の一つであるといえる。芥川の晩年の代表作として有名で、芥川の命日7月24日が「河童忌」と呼ばれるのもこのためである。
副題には「どうか Kappa と発音して下さい。」と、題名(河童)の発音についての指定がある。
これは芥川の配慮によるもので、地方によっては河童の読み(かどう、かわわらべ)、発音(Gappaなど)が異なるので単に指定したに過ぎず、深い意味はない。

上高地の河童橋は本作以前に存在しており、むしろ「河童」橋の名称の方が本作の着想に影響を与えたと思われるが、本作の発表および芥川の自殺によって、より知名度が上がることになった。

## あらすじ
物語は、精神病患者の第二十三号が誰にでも話すという話であるとして進められる（信頼できない語り手）。3年前のある日、彼は穂高山に登山をしに行く。その途中で彼は河童に出会い、河童を追いかけているうちに河童の国に迷い込む。そこは、すべてが人間社会と逆で、雌の河童が雄を追いかけ、出産時には事前に河童の生活について知らされ、胎児に産まれたいかどうかを問い、胎児が生まれたくないと答えれば即時に中絶が合法的になされる。悪遺伝を撲滅するために、健全な河童に対して不健全な河童と結婚することが奨励される。資本主義者のゲエルは新機械の発明で職工が次々解雇されるが、罷業や社会問題が起きない理由として『職工屠殺法』を挙げ、ガスで安楽死させられた河童の肉を食用にすると言う。唖然とする精神病患者に、「あなたの母国でも第4階級（最貧層）の女性が売春を余儀なくさせられているのだから、食用を厭うのは感傷主義」と言い放ち、河童の肉で作られたサンドウィッチを差し出す。哲学者のマッグは『阿呆の言葉』（自作の『侏儒の言葉』や『或阿呆の一生』の表題のパロディーと考えられる）という警句的著作で「阿呆はいつも自分以外のものを阿呆と考えている。」、「我々は人間より不幸である。人間は河童ほど進化していない。」といった警句を記す。後に詩人のトックは自殺を果たすが、死後に交霊術により現れ、様々な質問に答え、自分の死後の名声を気にかける。中でもクライストやマインレンデル、ワイニンゲルのような自殺者を友人として称賛するが、自殺はしていないがそれを擁護したモンテーニュは評価するが、厭世主義者のショーペンハウアーとは交友しないという。人間の世界に戻った主人公は、河童を人間より「清潔な存在」と振り返り懐かしみ、対人恐怖が一層激化することになる。

## 登場人物
第二十三号
主人公。河童のバッグを追いかけているうちに河童の国へ迷い込む。
バッグ
漁師をしている。第二十三号に追われた河童で、彼と最も親しくなった。
チャック
河童の医者。主人公の隣に住む。迷い込んだ第二十三号を診察した。
ラップ
学生。雌の河童に追われ、数週間主人公の部屋に隠れていたために嘴が腐ってしまった。
ゲエル
硝子会社の社長。資本主義者で傲慢だが人懐っこい性格で、第二十三号は不思議にも好意を持つ。
トック
詩人で、超人倶楽部の会員。家族体制を軽蔑しているが、無政府主義とは思われたくない。
マッグ
哲学者。唯一、雌に追いかけられた事が無い。非常に醜い。
クラバック
音楽家。神経衰弱気味で、同じ音楽家のロックの才能を恐れている。
ペップ
裁判官。職を失った後、発狂。

## 漫画版

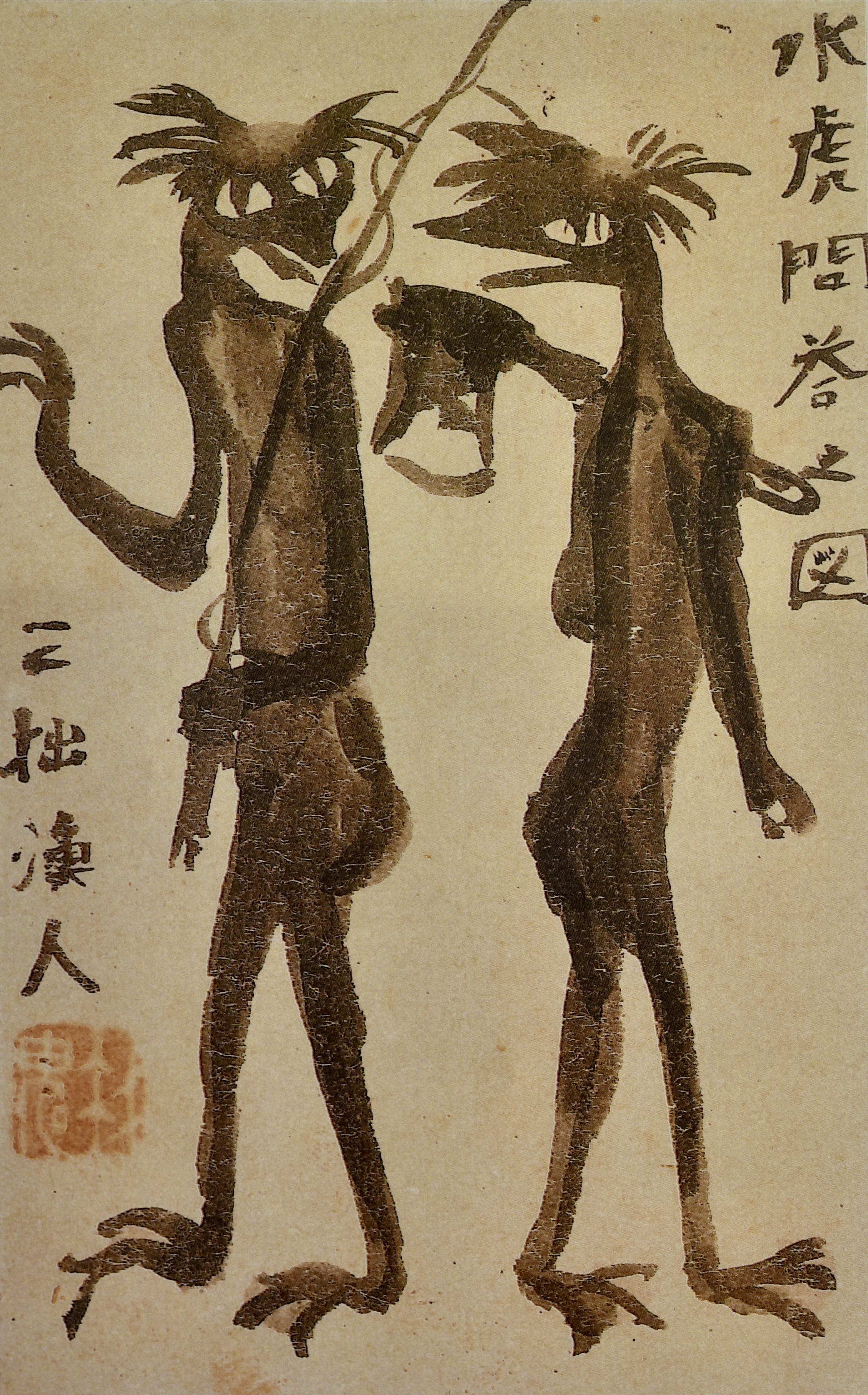
芥川龍之介が三拙漁人の名義で描いた『水虎問答之図』（大正9年）。

斉藤栄一版
- 旺文社名作まんがシリーズ（旺文社） - 1985年刊、ISBN 978-4-01-023410-5
- まんがトムソーヤ文庫　コミック世界名作シリーズ（ほるぷ出版） - 1996年4月刊、ISBN 978-4-593-89990-6

望月三起也版
- ひゅうまんコミックス（小池書院） - 1998年12月刊、ISBN 978-4-88315-508-8
- 文豪シリーズ（同上） - 2009年7月刊、ISBN 978-4-86225-465-8

地引かずや版
- マンガで完読（日本文芸社） - 2009年8月刊、ISBN  978-4-537-10985-6

## 映画
『河童 kappa』のタイトルで2006年5月13日公開。監督は秋原正俊。主演は谷中敦（東京スカパラダイスオーケストラ）。

### キャスト
- 谷中敦
- バッグ - 小倉一郎
- マッグ - 松田洋治
- メスの河童 - 三瀬真美子
- グルック - 山本淳一
- 老人 - 島崎麗萌奈
- チャック - 梅津和時
- トック - 綾田俊樹

### スタッフ
- 監督 - 秋原正俊
- 原作 - 芥川龍之介『河童』
- 脚本・編集 - 落合雪恵
- 音楽 - 梅津和時
- 配給 - カエルカフェ

## 舞台
「空想科学劇『Kappa』〜芥川龍之介『河童』より〜」のタイトルで2021年6月に東京・京都で上演された。主演は織山尚大 (少年忍者/ジャニーズJr.)。演出は鈴木勝秀。ストーリーや登場人物の設定は原作をもとに再構築されており、鈴木は「芥川（龍之介）の言葉を使って、芥川の頭の中を覗き見るかのように作った」と発言している。また、全体としてインダストリアル・ロックが取り入れられている。

以下、内容は主に公演パンフレットを出典とする。

### 日程
- 2021年6月5日 - 6月13日、東京・品川プリンスホテルステラボール
- 2021年6月25日 - 6月27日、京都・ロームシアター京都サウスホール

### キャスト
原作との相違点についても一部記載する。
第23号
演 - 織山尚大 (少年忍者/ジャニーズJr.)
主人公。近未来の矯正施設で過ごす日々の中でバッグと出会い、追いかけるうちに河童の国に迷い込む。
バッグ
演 - 青木滉平 (少年忍者/ジャニーズJr.)
第23号と最も親しくなる河童。周囲に言えない奇病を抱えている(“年をとった河童”の役割を兼ねる) 。
ラップ
演 - 木ノ本嶺浩
妻子持ちの文学者で、ニヒリスト。稼ぎが少なく、そのことを悲観した息子は出生を拒んだ。
トック
演 - 川口龍
詩人で、超人倶楽部の会員。家族制度を軽蔑しているが、一方で家族団欒を羨んでおり、ラップの才能を恐れている。
ゲエル
演 - 市川しんぺー
硝子会社の社長で資本主義者。傲慢だが人懐っこい。遺伝的義勇隊を募っている。
マッグ
演 - コング桑田
哲学者。家から滅多に出ず、メスに追いかけられたことがない。哲学的箴言集『阿呆の言葉』を執筆したあと、銃で自殺する。

### スタッフ
- 原作 - 芥川龍之介
- 上演台本・演出 - 鈴木勝秀
- 音楽 - 大嶋吾郎
- 主催 - エイベックス・エンタテインメント、クオーレ

## 類似作品
人間社会への風刺を目的に、人間以外の架空の生物の住む国への冒険談としては、ジョナサン・スウィフトの『ガリヴァー旅行記』と共通している。また作品中、資本家のゲエルの同種での食用（人であれば食人）の肯定は、同じくスウィフトの『穏健なる提案』やH.G.ウェルズの『タイム・マシン』に通じるものがある。『河童』同様に狂人を主人公にした小説に、魯迅の『狂人日記』がある。